# Suka
Suka (hebrejsko סוכה‎, sukka, slovensko senčnica, šotor) je šesta razprava drugega dela (reda) Mišne in Talmuda z naslovom Moed (Prazniki). Razprava  ima pet poglavij, ki obravnavajo predvsem starozavezne zakone, povezane z judovskim praznikom Sukot (Praznik senčnic).
V razpravi so poudarjeni predvsem naslednji predmeti:
- gradnja senčnice in obvezo bivanje v njej med praznikom,
- predpisi, ki se nanašajo na vsako od štirih rastlin (lulav – zaprt list dateljeve palme, hasass (mirta), arava (vrba) in etrog (citrona), ki se, zvezane v šopek, uporabljajo med prazničnimi molitvami,
- obred Zajemanje vode (hebrejsko שמחת בית השואבה‎, Simhat Beit Ha-Sho'evah), ki se dogaja  v praznični noči v jeruzalemskem templju.

## Naslovi poglavij
1. סֻכָּה (Koča, enajst mišen) obravnava kočo, v kateri se živi med Sukotom.
2. הַיָּשֵן תַּחַת הַמִּטָּה (Postelja je pod mizo, devet mišen).
3. לוּלָב הַגָּזוּל (Ukradeni lulav, petnajst mišen).
4. לוּלָב וַעֲרָבָה (Lulav in arava, deset mišen).
5. הֶחָלִיל (Celica, osem mišen)

Celotna razprava vsebuje 53 mišen.

## Sklic
1. ↑  Eugen Weber: Talmud, Otokar Keršovani-Rijeka, Reka 1982, str. 53.

## Vira
- Hans Bornhäuser: Sukka (Laubhüttenfest), Töpelmann, Gießen 1935 (Zugleich: Tübingen, Univ., Diss., 1935).
- Michael Krupp (ur.): Die Mischna. 2. Ordnung. Mo'ed – Festzeiten, Teil 2, 6: Ralf Kübler: Sukka – Laubhütte. Lee Achim Sefarim, Jerusalem 2002, ISBN 965-7221-08-0.